# 100 m féminin à la Ligue de diamant 2012
Navigation
2011
L'épreuve du 100 mètres féminin de la Ligue de diamant 2012 se déroule du 11 mai au 30 août 2012. La compétition fait successivement étape à Doha, Rome, New York, Monaco, Lausanne, Birmingham et Zurich.

## Calendrier
| Date            | Meeting                         | Ville      | Pays        |
| --------------- | ------------------------------- | ---------- | ----------- |
| 11 mai 2012     | Qatar Athletic Super Grand Prix | Doha       | Qatar       |
| 31 mai 2012     | Golden Gala                     | Rome       | Italie      |
| 9 juin 2012     | Meeting de New York             | New York   | États-Unis  |
| 20 juillet 2012 | Meeting Herculis                | Monaco     | Monaco      |
| 23 août 2012    | Athletissima                    | Lausanne   | Suisse      |
| 26 août 2012    | Aviva Birmingham Grand Prix     | Birmingham | Royaume-Uni |
| 30 août 2012    | Weltklasse                      | Zurich     | Suisse      |

## Résultats
| Date | Meeting                    | 1er                                  | 1er   | 2e                              | 2e    | 3e                          | 3e    |
| --- | -------------------------- | ------------------------------------ | ----- | ------------------------------- | ----- | --------------------------- | ----- |
| 11 mai 2012 | Doha                       | Allyson Felix 10 s 92 (MR)           | 4 pts | Veronica Campbell-Brown 10 s 94 | 2 pts | Shelly-Ann Fraser 11 s 00   | 1 pt  |
| 31 mai 2012 | Rome vent : 0,0 m/s        | Murielle Ahouré 11 s 00 (PB)         | 4 pts | Shelly-Ann Fraser-Pryce 11 s 06 | 2 pts | Kerron Stewart 11 s 10      | 1 pt  |
| 9 juin 2012 | New York vent : -0,1 m/s   | Shelly-Ann Fraser-Pryce 10 s 92 (SB) | 4 pts | Tianna Madison 10 s 97 (PB)     | 2 pts | Carmelita Jeter 11 s 05     | 1 pt  |
| 20 juillet 2012 | Monaco vent : +0,0 m/s     | Blessing Okagbare 10 s 96 (PB)       | 4 pts | Tianna Madison 10 s 99          | 2 pts | Jeneba Tarmoh 11 s 09       | 1 pt  |
| 23 août 2012 | Lausanne vent : -0,1 m/s   | Carmelita Jeter 10 s 86              | 4 pts | Shelly-Ann Fraser 10 s 86       | 2 pts | Kelly-Ann Baptiste 10 s 93  | 1 pt  |
| 26 août 2012 | Birmingham vent : +0,7 m/s | Carmelita Jeter 10 s 81 (MR)         | 4 pts | Shelly-Ann Fraser 10 s 90       | 2 pts | Alexandria Anderson 11 s 22 | 1 pt  |
| 30 août 2012 | Zurich vent : -0,4 m/s     | Shelly-Ann Fraser 10 s 83            | 8 pts | Carmelita Jeter 10 s 97         | 4 pts | Allyson Felix 11 s 02       | 2 pts |
| Records et Performances - AR : Record continental (area record) - CR : Record des championnats (championship record) - MR : Record du meeting (meet record) - NR : Record national (national record) - OR : Record olympique (olympic record) - PR : Record paralympique (paralympic record) - PB : Record personnel (personal best) - SB : Meilleure performance personnelle de la saison (season's best) - WL : Meilleure performance mondiale de l'année (world leader) - WJR : Record du monde junior (world junior record) - WR : Record du monde (world record) Circonstances et Conditions - DNF : N'a pas terminé (did not finish) - DNS : N'a pas pris le départ (did not start) - DQ : Disqualification (disqualification) - NM : Aucun essai valable enregistré (No Mark) - Q : Qualifié « directement » au prochain tour (ou à la prochaine compétition), lors d'une compétition majeure, grâce au classement ou à la réalisation des minima (automatic qualifier) - q : Qualifié au prochain tour (ou à la prochaine compétition), lors d'une compétition majeure, grâce au repêchage ou à la réalisation de l'une des meilleures performances parmi celles des « non qualifiés directement » (grâce au meilleur temps ou à la meilleure distance par exemple) (secondary qualifier) |                            |                                      |       |                                 |       |                             |       |

## Classement général
| Rang | Athlète                 | Points |
| ---- | ----------------------- | ------ |
| 1    | Shelly-Ann Fraser-Pryce | 19     |
| 2    | Carmelita Jeter         | 13     |
| 3    | Allyson Felix           | 6      |
| 4    | Blessing Okagbare       | 4      |
| 5    | Kelly-Ann Baptiste      | 1      |